# Campurriana (raza bovina)
La campurriana o raza Campoo es una raza bovina autóctona española originaria de Campoo y su entorno, en Cantabria. Se considera extinta desde mediados del siglo XX.
Algunos autores consideran que tanto la campurriana como la lebaniega eran variedades de la tudanca, y para el experto bovino José María de Cossío, tanto la campurriana como la lebaniega pertenecían a la tudanca, y más que variedades diferentes, eran la misma raza pero con matices.

## Morfología
Se trataba de animales eumétricos, de cabeza grande y basta, con cuernos cortos y gruesos. Cuello corto y musculoso, provisto de una gran papada. Línea dorsolumbar ensillada. Sacro elevado e inserción de la cola alta, de cruz alta y musculosa. Pecho poco profundo. Costillar plano. Vientre voluminoso. Grupa elevada, descarnada y estrecha. Nalgas verticales con poco desarrollo muscular. Fuerte esqueleto. Remos largos, bien aplomados, fuertes y robustos. Capa colorada oscura, a veces lindando con el negro, con tonos castaños. Orla gris plateada alrededor del hocico y labios.
Debido al sistema óseo tan desarrollado que poseía, en la cultura cántabra pervive un refrán que hace referencia a este animal: «Tener más huesos que una vaca campurriana».
Por las descripciones que han llegado de ella parece que podría tener una estructura similar a la vaca tudanca, otra raza tradicional de Cantabria.[cita requerida]

## Funcionalidad
Se trataba de animales rústicos, poco precoces y muy fuertes, aptos para la vida al aire libre y muy útiles para el trabajo, pues proporcionaban poca leche. Su leche se usaba para elaborar mantequilla. Sobre ella, Félix Gordón Ordás decía que “La calidad de la manteca que se fabrica con la leche de estas vacas, por su sabor exquisito y finura, puede considerarse como una de las mejores de España”.
Fue presentada junto a la lebaniega en un concurso ganadero de 1913, donde se las adjudicaba aptitudes para el trabajo similares a las que tenía la tudanca, aunque más productoras de leche y sin la fijeza en su caracteres que caracterizaba a la tudanca.
Los novillos buenos se castraban para bueyes, lo que contribuyó a la degeneración y desaparición de la raza.

## Distribución
Su área de dispersión se circunscribía a la zona de Campoo, especialmente la zona de turbera, llanada rica en pastos, conocida como La Virga (o La Vilga), hoy parcialmente bajo las aguas del embalse del Ebro.